# Božidar Senčar
Božidar Senčar (* 28. September 1927 in Zagreb; † 27. Juni 1987 in Luxemburg) war ein jugoslawischer Fußballspieler.

## Karriere

### Vereine
Senčar begann bei HŠK Concordia Zagreb mit dem Fußballspielen und wechselte – dem Jugendalter entwachsen – zu Dinamo Zagreb. Für die Profi-Mannschaft bestritt er von 1946 bis 1947 24 Punktspiele in der 1. jugoslawischen Liga, in denen er elf Tore erzielte. Während der laufenden Saison 1947/48 wechselte er zum Ligakonkurrenten FK Partizan Belgrad, für den er bis Ende der Spielzeit 1950 23 Punktspiele bestritt und sieben Tore erzielte. Zur Spielzeit 1951 kehrte er zu Dinamo Zagreb zurück. Mit der Mannschaft nahm er im Juli 1951 am Turnier um den Zentropacup teil und kam im Spiel um Platz 3, das mit 2:0 gegen Lazio Rom gewonnen wurde, zum Einsatz. Zur Saison 1952/53 wechselte er zum Ligakonkurrenten Hajduk Split, für den er bis Saisonende 1953/54 spielte und mit Rückkehr zu Dinamo Zagreb für diesen Verein in der Saison 1954/55 ein drittes Mal aktiv war. Nach zehn Jahren in der höchsten jugoslawischen Liga zog es ihn erstmals ins Ausland.
Zur Saison 1955/56 vom FC Bayern München verpflichtet, bestritt er lediglich zwei Spiele in der 2. Oberliga Süd, in die sein Verein aufgrund des schlechten Abschneidens 1954/55 abgestiegen war, und zwei Freundschaftsspiele. In der Folgesaison spielte er für den FC Bayern München – nach der Rückkehr in die Oberliga Süd – elfmal und erzielte vier Tore. Sein Debüt gab er am 4. November 1956 (10. Spieltag) bei der 0:5-Niederlage im Auswärtsspiel gegen den VfB Stuttgart; sein erstes Tor erzielte er eine Woche später beim 5:4-Sieg im Stadion an der Grünwalder Straße gegen den BC Augsburg mit dem Treffer zum 4:2 in der 48. Minute. Er bestritt ferner vier Spiele im Wettbewerb um den Süddeutschen Pokal und erzielte drei Tore; dabei spielte er zweimal gegen die SpVgg Neu-Isenburg, wobei er am 27. Januar 1957 beim 2:2-Unentschieden nach Verlängerung sein erstes Tor, dem Treffer zum 2:1 in der 94. Minute erzielte. Sein zweites Tor erzielte er in seinem dritten Pokalspiel am 9. März 1957 beim 3:1-Sieg im Heimspiel gegen den TSV Straubing mit dem Treffer zum 3:0 in der 43. Minute. Am 26. Mai 1857 spielte seine Mannschaft beim KSV Hessen Kassel 1:1 unentschieden, wobei er die Führung durch Dieter Vollmer in der 57. mit seinem Tor in der 72. Minute ausglich und ein Wiederholungsspiel erzwang. Somit hatte er Anteil am Pokalgewinn seiner Mannschaft, die am 25. Juni 1957 im Finale den 1. FC Schweinfurt 05 mit 4:1 besiegte.
Am Saisonende verließ er den Verein und wechselte erneut ins Ausland. In der Saison 1957/58, der zweiten Spielzeit des professionellen Fußball-Wettbewerbs in den Niederlanden kam er jedoch nur zu drei torlosen Erstligaspielen für NAC Breda aus der gleichnamigen Stadt in der Provinz Nordbrabant. In seiner letzten Saison, 1958/59, spielte er viermal für Borussia M.-Gladbach in der Oberliga West. Danach beendete er seine aktive Fußballer-Karriere und ließ sich in Luxemburg nieder, wo er 1987 59-jährig verstarb.

### Nationalmannschaft
Für die A-Nationalmannschaft absolvierte Senčar drei Länderspiele. Sein Debüt am 21. August 1949 beim 6:0-Sieg im WM-Qualifikationsspiel gegen die Auswahl Israels in Belgrad krönte er sogleich mit seinem ersten Länderspieltor, dem Treffer zum 4:0 in der 44. Minute. Beim 5:2-Sieg im Rückspiel am 18. September 1949 in Tel Aviv kam er ebenfalls über 90 Minuten zum Einsatz. Sein letztes Länderspiel bestritt er am 6. Mai 1951 in Mailand beim torlosen Remis gegen die Auswahl Italiens mit Einwechslung für Franjo Velfl zur zweiten Halbzeit.

## Erfolge
- Süddeutscher Pokal-Sieger 1957 (mit dem FC Bayern München)
- Dritter Zentropacup 1951 (mit NK Dinamo Zagreb)
- Jugoslawischer Pokalsieger 1951 (mit NK Dinamo Zagreb)
- Jugoslawischer Meister 1949 (mit Partizan Belgrad)